# Franz Retz
Franz Retz či František Retz (13. září 1673 v Praze – 19. listopadu 1750 v Římě) byl český jezuita a 15. generální představený Tovaryšstva Ježíšova v letech 1730–1750.
Období, v němž zastával úřad generálního představeného, lze charakterizovat jako období poklidného rozvoje řádu.
Podílel se na přípravě kanonizace Jana Nepomuckého a zavedl jeho uctívání v jezuitském řádu.
Když 19. listopadu zemřel, zaznamenal si stručně staroměstský měšťan František Václav Felíř do svého letopisu: "Umřel v Římě pánův páterův jesuvitův generál František Retz, rodič praský, věku svého 77."